# Österreichische Landesausstellungen
Unter Landesausstellungen versteht man in Österreich kulturhistorische Großveranstaltungen mit identitäts- und kulturstiftendem Charakter, die eng mit der Restaurierung oder Revitalisierung historischer Bauten verbunden sind, weitgehend durch Mittel der Kulturabteilung der jeweiligen Bundesländer finanziert und – mit Ausnahme der Hauptstadt Wien – bis heute in nahezu allen Bundesländern Österreichs veranstaltet werden.

## Geschichte

### Gewerbliche Landesausstellungen des 19. und frühen 20. Jahrhunderts
Die Tradition gewerblicher Landesausstellungen lässt sich – damals noch als Gesamtmessen der Kronländer – bis in das späte 19. Jahrhundert zurückverfolgen. So hatte etwa die erste Tiroler Landesausstellung 1893, unter dem „Protectorate S.M. d. Kaisers Franz Josef I.“ am Messegelände Innsbruck folgendes Programm: „Pferde, Rinder und Kleinvieh, Obst- und Gartenbau, Südtiroler Weinausstellung, Molkerei, Fisch- und Bienenzucht, Jagd- und Forstwesen, Fremdenverkehr, Montanistik, Bau- und Ingenieurwesen, gewerbliche Hygiene sowie Schätze alttirolischer Kunst und Kunstindustrie.“ Es gab auch „täglich Konzerte des Ausstellungsorchesters, einen Zirkus, ein orientalisches Labyrinth, ein internationales Radwettfahren sowie die Präsentation von Sitten und Gebräuchen“.

### Österreichische Landesausstellungen nach dem Zweiten Weltkrieg
Nach dem Zweiten Weltkrieg fand als erste kulturhistorische Landesausstellung in Österreich 1951 die Gedächtnisausstellung "Martin Johann Schmidt - Kremser Schmidt" in der nun als Veranstaltungsraum genutzten ehemaligen Minoritenkirche in Krems (Niederösterreich) statt. Ende der 1950er Jahre folgte die Steiermark mit der ersten steirischen Landesausstellung "Erzherzog Johann" (1959) in der Grazer Residenz, 1961 zieht in Niederösterreich die Ausstellung "Jakob Prandtauer" Hunderttausende Besuche ins Stift Melk und 1969 veranstaltet Tirol die erste Landes-Gedächtnisausstellung "Maximilian I." im Innsbrucker Zeughaus. In den 1960er bis 1980er Jahren etablieren sich Landesausstellungen als regelmäßige, den Kulturtourismus belebende Veranstaltungen in allen Bundesländern, so dass verschiedentlich Abstimmungen zwischen benachbarten Bundesländern bezüglich des Rhythmus getroffen werden, um sich nicht gegenseitig Konkurrenz zu machen.

## Ausstellungen
Landesausstellungen laufen üblicherweise etwa ein halbes Jahr über die Sommersaison und finden jedes Mal an einem anderen Ort statt, zunehmend auch an zwei oder mehreren Orten verteilt, wie es dem Thema angemessen ist. Sie werden meist von einem Rahmenprogramm erweiterter Kultur- und Wissensangebote begleitet.

### Thematische Schwerpunkte
Erwachsen aus der Tradition landwirtschaftlicher Mustermessen und Weltausstellungen des 19. Jahrhunderts bieten moderne Landesausstellungen in der Regel durch Vermitteln historischer wie gegenwartsbezogener Themen am historischen (authentischen) Ort neue Sichtweisen auf vergessene Themen und Schätze. Sie setzen vermeintlich Bekanntes vor der Haustür in neues Licht, verdeutlichen den Wert regionalen Kulturerbes und setzen ihn in nationale oder gar internationale Zusammenhänge und verweisen auf gemeinsame Geschichte. Eine Landesausstellung stellt immer einen konkreten Bezug zur Landesgeschichte her und knüpft – nicht selten anlässlich historischer Jahrestage oder Ereignisjubiläen – mit neuesten wissenschaftlichen Erkenntnissen an die Bedeutung des Ausstellungsortes oder den Beitrag einer Region in den Bereich Kunst und Kultur, Geographie und/oder Wirtschaft an.

### Kooperationen
Mit der gemeinsamen Landesausstellung „Die Bajuwaren“ (1988) des Landes Salzburg und des Freistaats Bayern fand eine erste grenzübergreifenden Landesausstellung zum gemeinsamen Thema statt. Als weitere Kooperationen folgten
- Tirol mit Südtirol und dem Trentino: "circa 1500" (2000)
- Oberösterreich mit Bayern: „Grenzenlos – Menschen am Inn“ (2004) und „Verbündet, verfeindet, verschwägert“ (2012)
- Niederösterreich mit Tschechien: „geteilt – getrennt – vereint“ (2009)
- Oberösterreich mit Tschechien: „Alte Wege, Neue Spuren“ (2013)